# Tårbergtangara
Tårbergtangara (Anisognathus lacrymosus) är en fågel i familjen tangaror inom ordningen tättingar.

## Utseende
Tårbergtangaran är gulorange på undersidan, på ovansidan mestadels svartaktig, med blå stråk på vingar och stjärt. På huvudet syns isolerade gulaktiga fläckar, dels på kinden, dels nedanför ögat (därav namnet).

## Utbredning och systematik
Tårbergtangara har en vid utbredning i Anderna i Sydamerika. Den delas in i nio underarter med följande utbredning:
- Anisognathus lacrymosus pallididorsalis – Sierra de Perija (gränsen mellan Colombia / Venezuela)
- Anisognathus lacrymosus melanops – Anderna i västra Venezuela (Trujillo, Mérida och Táchira)
- Anisognathus lacrymosus yariguierum – norra Colombia (Serranía de los Yariguíes, Santander)
- Anisognathus lacrymosus intensus – östsluttningen av västra Anderna i sydvästra Colombia (Valle och Cauca)
- palpebrosus-gruppen
  - Anisognathus lacrymosus tamae – bergstrakter i norra och centrala Colombia och sydvästra Venezuela
  - Anisognathus lacrymosus olivaceiceps – norra delen av västra och centrala Anderna i Colombia (i söder till Quindío)
  - Anisognathus lacrymosus palpebrosus – Anderna i sydvästra Colombia (Nariño) och östra Ecuador
  - Anisognathus lacrymosus caerulescens – bergstrakter i södra Ecuador (Loja) till norra Peru (Cajamarca, Amazonas)
- Anisognathus lacrymosus lacrymosus – Anderna i centrala Peru (La Libertad till Junín och norra Cusco)

## Levnadssätt
Tårbergtangaran är ganska vanlig i övre subtropiska och tempererade zonerna i bergstrakter. Den ses i par eller småflockar, ofta som en del av artblandade flockar, i skogar och skogsbryn.

## Status
Arten har ett stort utbredningsområde och beståndet anses stabilt. Internationella naturvårdsunionen IUCN listar den därför som livskraftig (LC).